# Tim Brown (pattinatore)
Timothy Tuttle Brown, detto Tim (Loup City, 24 luglio 1938 – San Francisco, 14 settembre 1989), è stato un pattinatore artistico su ghiaccio statunitense. Ha vinto due argenti (1957 e 1958) e un bronzo (1959) al Campionato del mondio e un argento (1959) e un bronzo al North American Championship. A livello nazionale ha gareggiato anche nella danza su ghiaccio, vincendo un bronzo insieme a Susan Sebo.

## Biografia
Brown si è classificato secondo al Campionato statunitense per quattro anni di fila, fra il 1957 e il 1960. Nel 1961, da terzo classificato alla competizione, avrebbe dovuto partecipare al Campionato dal mondo, ma un'influenza lo ha costretto a rinunciare alla competizione. La malattia gli ha salvato la vita, perché l'aereo su cui si trovavano i suoi compagni di squadra, il Volo Sabena 548, è precipitato in fase di atterraggio, provocando la morte di tutte le persone che si trovavano a bordo.
Brown è morto di AIDS nel 1989.

## Palmarès

### Individuale maschile
| Evento                       | 1957 | 1958 | 1959 | 1960 | 1961 |
| ---------------------------- | ---- | ---- | ---- | ---- | ---- |
| Giochi olimpici invernali    |      |      |      | 5°   |      |
| Campionati mondiali          | 2°   | 2°   | 3°   |      |      |
| North American Championships | 3°   |      | 2°   |      |      |
| Campionati statunitensi      | 2°   | 2°   | 2°   | 2°   | 3°   |

### Danza su ghiaccio
(con Sebo)
| Evento                  | 1958 | 1959 |
| ----------------------- | ---- | ---- |
| Campionati statunitensi | 3°   | 4°   |